# دوايت ستيفنسون
دوايت ستيفنسون (بالإنجليزية: Dwight Stephenson)‏ هو لاعب كرة قدم أمريكية أمريكي، ولد في 20 نوفمبر 1957 في مورفريسبورو في الولايات المتحدة.

## وصلات خارجية
- دوايت ستيفنسون على موقع مرجع كرة القدم المحترفة.كوم (الإنجليزية)
- دوايت ستيفنسون على موقع قاعة ألاباما للمشاهير الرياضية (مؤرشف) (الإنجليزية)
- دوايت ستيفنسون على موقع قاعة فرجينيا للمشاهير الرياضية (الإنجليزية)
- دوايت ستيفنسون على موقع IMDb (الإنجليزية)
- دوايت ستيفنسون على موقع قاعدة بيانات الفيلم (الإنجليزية)